# Campionati europei di ciclismo su pista 2017 - Corsa a punti femminile
La gara a punti femminile ai Campionati europei di ciclismo su pista 2017 si è svolta il 20 ottobre 2017 presso il Velodrom di Berlino, in Germania.

## Podio
| Pos.    | Atleta            | Nazionalità |
| ------- | ----------------- | ----------- |
| Oro     | Trine Schmidt     | Danimarca   |
| Argento | Gulnaz Badykova   | Russia      |
| Bronzo  | Taccjana Šarakova | Bielorussia |

## Risultati
100 giri (25 km) con sprint intermedi ogni 10 giri
| Posizione        | Atleta              | Nazione       | Punti giri | Punti sprint | Totale |
| ---------------- | ------------------- | ------------- | ---------- | ------------ | ------ |
| 1                | Trine Schmidt       | Danimarca     | 40         | 22           | 62     |
| 2                | Gulnaz Badykova     | Russia        | 20         | 11           | 31     |
| 3                | Taccjana Šarakova   | Bielorussia   | 20         | 9            | 29     |
| 4                | Anita Stenberg      | Norvegia      | 20         | 9            | 29     |
| 5                | Jarmila Machacova   | Rep. Ceca     | 20         | 8            | 28     |
| 6                | Charlotte Becker    | Germania      | 20         | 3            | 23     |
| 7                | Letizia Paternoster | Italia        |            | 18           | 18     |
| 8                | Elinor Barker       | Gran Bretagna |            | 10           | 10     |
| 9                | Hanna Solovey       | Ucraina       |            | 8            | 8      |
| 10               | Verena Eberhardt    | Austria       |            | 8            | 8      |
| 11               | Kirsten Wild        | Paesi Bassi   |            | 5            | 5      |
| 12               | Lydia Gurley        | Irlanda       |            | 5            | 5      |
| 13               | Ane Iriarte Lasa    | Spagna        |            | 1            | 1      |
| 14               | Coralie Demay       | Francia       |            |              | 0      |
| 15               | Annelies Dom        | Belgio        | –20        | 3            | –17    |
| 16               | Léna Mettraux       | Svizzera      | –20        |              | –20    |
|                  | Daria Pikulik       | Polonia       |            |              | DNF    |
| Alzbeta Bacikova | Slovacchia          | –40           |            |              | DNF    |

DNF = Prova non completata